# Beatrix Ramosaj
Beatrix Ramosaj, född den 9 juni 1994 i Groningen i Nederländerna, är en albansk sångerska. Beatrix är kusin till sångerskan Argjentina Ramosaj.

## Karriär
Beatrix Ramosaj deltog år 2010 i Kënga Magjike 12 med låten "E dua Beat-in" och år 2011 i Kënga Magjike 13 med låten "Dilema". År 2011 släppte hon även singeln "Let Me Love You". Under sommaren år 2012 släppte hon musikvideon till den albanska låten "Ëndërrat bëhen realitet", som tidigare släppts på engelska under titeln "Dreams Come True". 
I mars 2013 debuterade hon i Top Fest med låten "Prekëm ngadalë". Hon tog sig till tävlingens final, tillsammans med bland andra Samanta Karavello och sin moster Albërie Hadërgjonaj. I finalen tilldelades hon inget pris.

## Diskografi

### Singlar
- 2010 – "E dua Beat-in"
- 2011 – "Dreams Come True" / "Ëndërrat bëhen realitet"
- 2011 – "Let Me Love You"
- 2011 – "Dilema"
- 2013 – "Prekëm ngadalë"
- 2013 – "Pa ty"
- 2014 – "Qysh i qejf"